# GPT-4.1
GPT-4.1是OpenAI GPT系列中的大型語言模型，於2025年4月14日發佈。使用者可透過OpenAI API或OpenAI Developer Playground存取GPT-4.1。本次同時釋出三種模型版本：GPT-4.1、GPT-4.1 mini與GPT-4.1 nano。

## 概述
三個版本的模型均具備一百萬個token的上下文視窗，知識截至時間為2024年6月。
這些模型通過多項基準測試。學術類測試包括2024年AIME、GPQA、MMLU。程式設計能力相關的測試包含SWE-bench與SWE-Lancer。指令理解能力方面的測試則涵蓋COLLIE與IFEval。視覺能力測試包含MMMU（回答圖像相關問題）、MathVista（解決與視覺有關的數學任務）與CharXiv（解析研究論文中的圖表）。
在長文本處理方面，OpenAI設計了兩項新的測試：「多輪指涉解析」（英語：multi-round coreference），要求模型找出在GPT-4o產生的模擬長對話中，第i次出現的目標；以及「圖形遍歷」（英語：Graphwalks），要求模型模擬廣度優先搜尋流程。
這些模型在工具使用訓練方面也有所加強。OpenAI的技術手冊（英語：OpenAI Cookbook）建議，在授權模型使用工具時，應專門透過tools欄位操作。此外，模型在理解和執行指令方面也更加精準，使得使用者能更清楚地引導模型行為。

## 評價
《The Verge》指出，GPT-4.1的推出代表OpenAI產品發表節奏出現轉變。HackerNoon形容這次發表是「開發者的大勝利」，並表示其功能在某些方面超越了Gemini 2.5 Pro的長上下文處理能力與Claude 3.7 Sonnet的推理表現。茲維·莫肖維茨則認為GPT-4.1 mini是「非常實用的模型」，但他也批評OpenAI在安全測試方面投入不足，並表示「對這樣的先例感到不安」。
另外，兩個研究團隊——一個由牛津大學研究員奧文·埃文斯領導，另一個來自AI紅隊新創公司SplxAI——分別獨立發現GPT-4.1在某些情況下的對齊程度可能低於GPT-4o。

## 外部連結
- 官方网站